# إليانور بورتر
إليانور بورتر (بالإنجليزية: Eleanor H. Porter)‏ (مواليد 19 ديسمبر 1868 في نيوهامبشير - الوفاة 21 مايو 1920 في كامبريدج، ماساتشوستس)، هي كاتبة روائية أمريكية.

## حياتها
ولدت بورتر في 19 ديسمبر 1868 في نيوهامبشير كانت مدربة غناء، والتحقت بمعهد نيو انغلاند لعدة سنوات. في عام 1892، تزوجت جون ليمان بورتر ونقلهم إلى ماساشوستس، وبعد ذلك بدأت الكتابة والنشر قصصها القصيرة والروايات في وقت لاحق. توفيت في كامبريدج بولاية ماساتشوستس في 21 مايو 1920 ودفنت في جبل أوبورن.

## وصلات خارجية
- إليانور بورتر على موقع IMDb (الإنجليزية)
- إليانور بورتر على موقع الموسوعة البريطانية (الإنجليزية)
- إليانور بورتر على موقع قاعدة بيانات برودواي على الإنترنت (الإنجليزية)
- إليانور بورتر على موقع إن إن دي بي (الإنجليزية)
- إليانور بورتر على موقع ديسكوغز (الإنجليزية)
- إليانور بورتر على موقع قاعدة بيانات الفيلم (الإنجليزية)

- مؤلفات إليانور بورتر في مشروع غوتنبرغ